# Station Givet
Station Givet (Frans: Gare de Givet) is een spoorwegstation in de Noord-Franse stad Givet, nabij de Belgische grens. Het station is gelegen aan de Franse lijn Soissons - Givet en de grensoverschrijdende lijnen 154 (Namen - Givet) en de voormalige 138A (Florennes - Givet).

## Treindienst
| Serie      | Treinsoort | Route                                | Bijzonderheden |
| ---------- | ---------- | ------------------------------------ | -------------- |
| TER 838800 | TER (SNCF) | Charleville-Mézières – Revin – Givet |                |